# Ingo Kühl

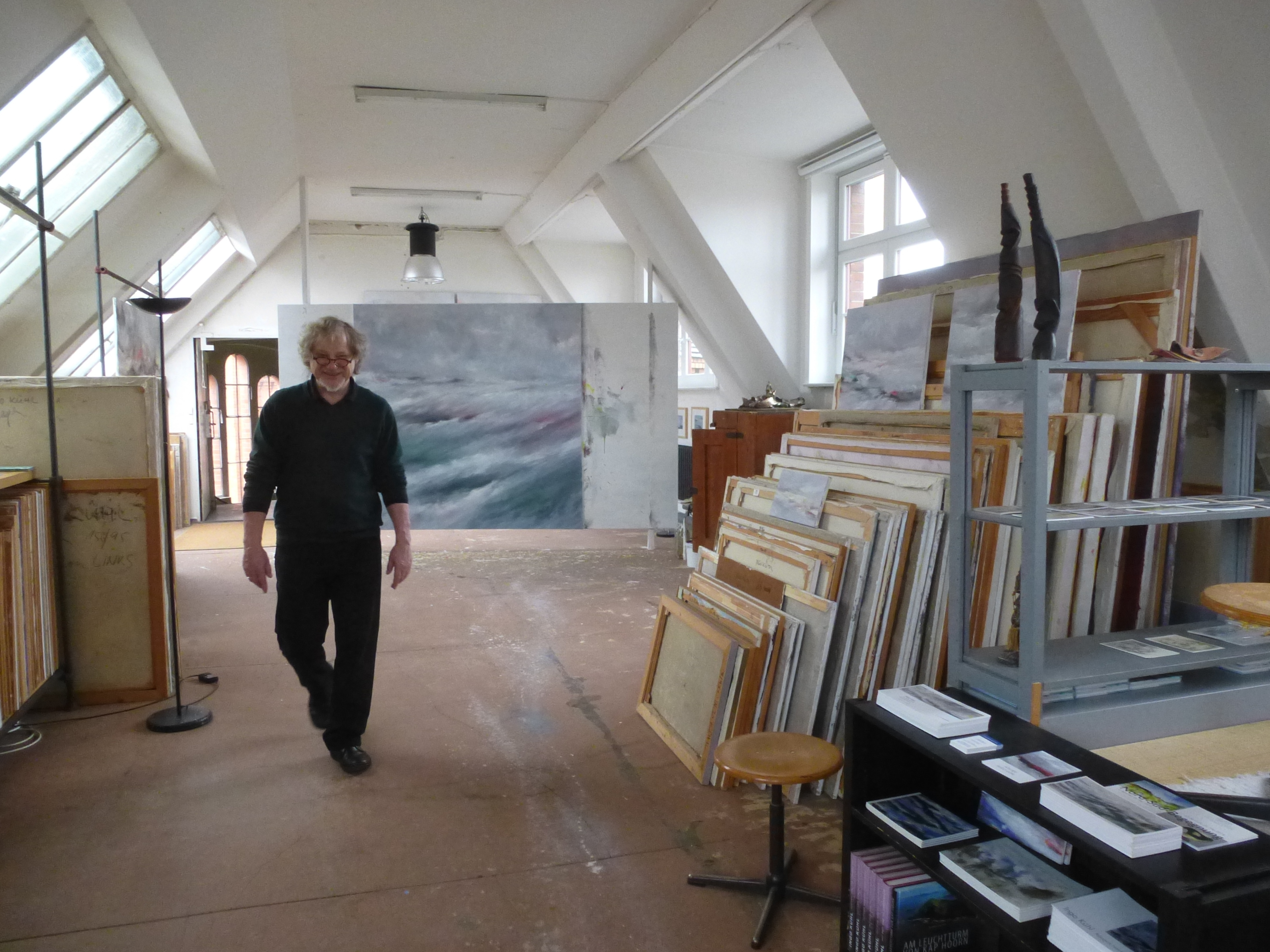
Ingo Kühl im Atelier Berlin 2015

Ingo Kühl (* 29. Juni 1953 in Bovenau, Schleswig-Holstein) ist ein deutscher Maler, Zeichner, Bildhauer und Architekt.

## Leben

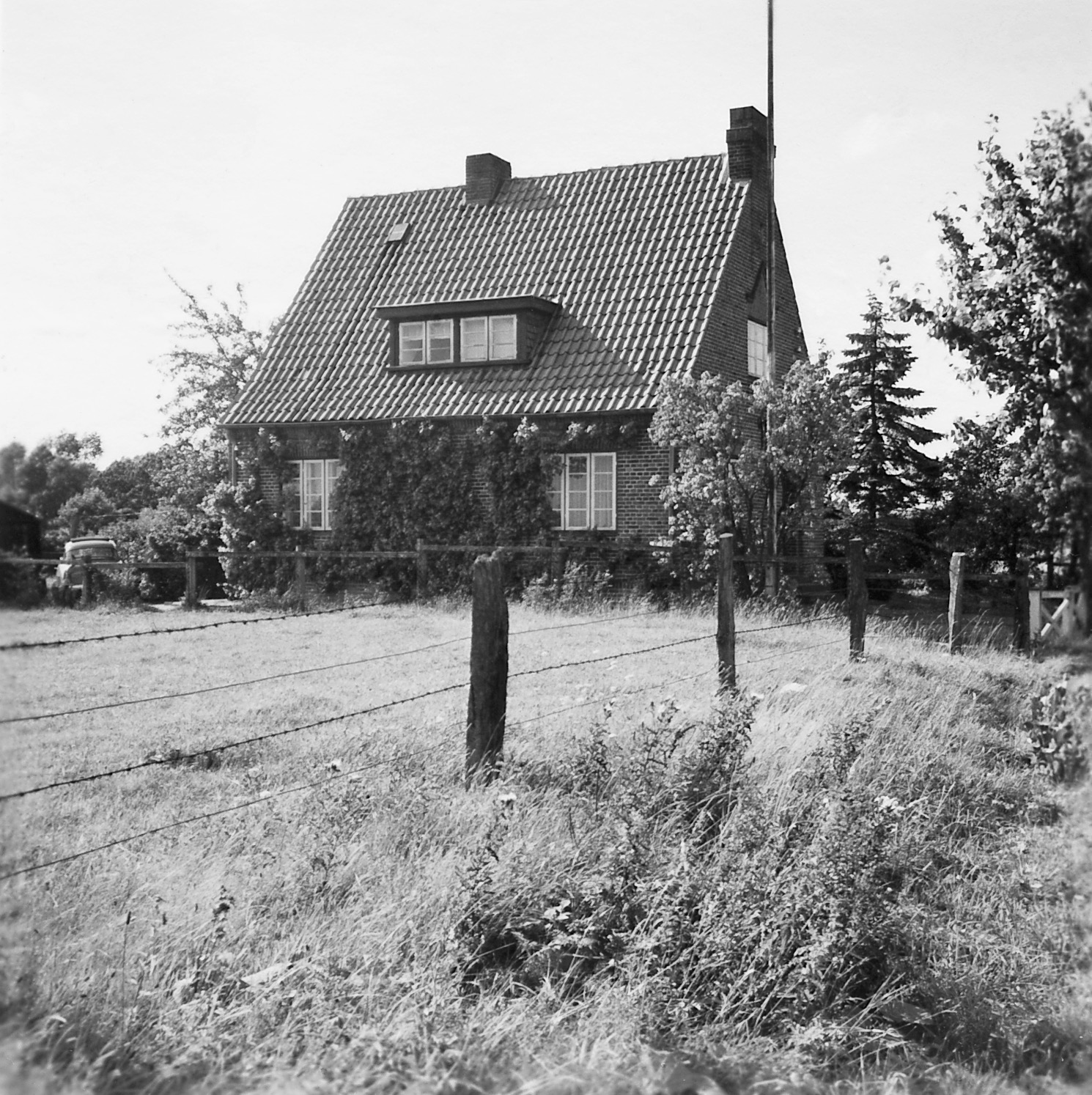
Ingo Kühls Geburtshaus, ehemaliger Polizeiposten an der Bundesstraße 202 in Bovenau, 1957

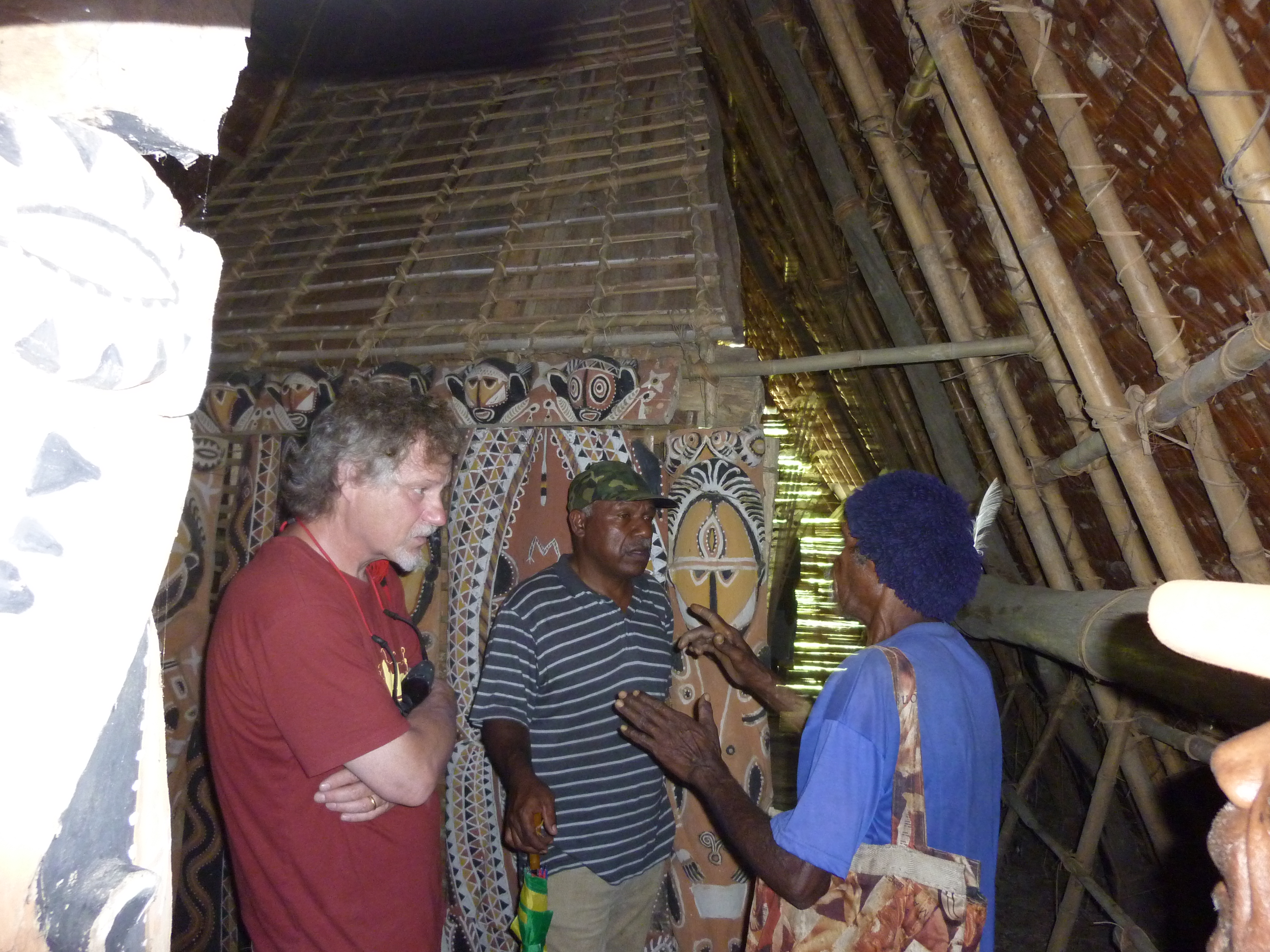
Papua-Neuguinea, Ost-Sepikgebiet, Maprik Distrikt, in einem Haus Tambaran, Ingo Kühl, Tomulopa Deko und indigene Männer (von links nach rechts), 2012

Ingo Kühl wuchs in Bovenau auf, wo sein Vater Polizist war. Seine Mutter, Tochter einer Kolonialwarenhändlerin und eines Bauunternehmers aus Schülldorf, starb 1957 im Alter von fünfunddreißig Jahren. Ein Jahr später heiratete sein Vater wieder, eine Bauerntochter aus Börm.
1964 zog die Familie nach Hanerau-Hademarschen. Nach Abschluss der dortigen Theodor-Storm-Realschule durchlief er eine Lehre als Zimmerer und Technischer Zeichner und besuchte das Technische Gymnasium in Rendsburg. 1970 reiste er das erste Mal nach Paris, war fasziniert von Leonardo da Vincis Mona Lisa im Louvre.
Von 1973 bis 1976 studierte er Architektur an der Fachhochschule Kiel und schloss als Diplomingenieur ab. Er arbeitete im Architekturbüro von Jürgen Jüchser in Haale und später als freier Mitarbeiter in Berlin in dessen Planungsring mit Peter R. Pawlik, immatrikulierte sich an der Technischen Universität Berlin, wechselte zur Hochschule der Künste Berlin und studierte von 1977 bis 1982 Architektur und Bildende Kunst. In dieser Zeit entstanden seine vom Surrealismus beeinflussten Zeichnungen zum Thema Architektur-Phantasien. Nach einer Begegnung mit dem Maler Heinz Trökes 1979, der ihn sehr beeindruckte, wandte er sich der freien Malerei zu.
Er unternahm Reisen nach London, Paris, Prag, Israel und nahm an einer Exkursion nach Teheran teil.
Neben seinem Berliner Atelier richtete er sich in Garding auf Eiderstedt ein Atelier ein (1980 bis 1994). Das Erleben der Landschaft am Meer führte ihn, vom abstrakten Expressionismus ausgehend, zur Landschaftsmalerei. Parallel dazu entstanden Zeichnungen, Ölbilder und Skulpturen zur phantastischen Architektur. Diese Arbeiten reflektieren u. a. die utopische Literatur der Gläsernen Kette, einer Vereinigung von jungen Architekten und Schriftstellern.
1982 verbrachte er zwei Monate in New York in einem Atelier in Brooklyn. Zurückgekehrt nach Berlin war er zeitweilig freier Mitarbeiter in einem Architekturbüro und baute sich im Wedding ein Dachatelier aus. Gemeinsam mit Ulrich-Oliver Selka versuchte er 1984 eine der Architekturvisionen Hermann Finsterlins zu realisieren, das Projekt „Finsterlin Architektur 1917“ für die Landesgartenschau Sindelfingen. Von 1984 bis 1987 war Ingo Kühl Mitglied der Architektenkammer Berlin als Freischaffender Architekt.
1985 begegnete er im Centro Cultural São Lourenço im portugiesischen Almancil internationalen Künstlern, darunter João Cutileiro, José de Guimarães, Kurt Mühlenhaupt und Günter Grass. Durch Ute und Günter Grass lernte er Christiane und Heinz Ludwig Arnold kennen, die Sammler seiner Bilder wurden. Anlässlich der Vergabe des Weinpreises für Literatur, den Arnold 1986 an Sarah Kirsch verlieh, kam es in Göttingen zur Begegnung mit der Schriftstellerin. Sie schrieb Gedichte zu Bildern von Ingo Kühl, die 1988 in dem Buch Luft und Wasser im Steidl Verlag veröffentlicht wurden.
1989 hatte er sein Hauptatelier für zwei Jahre in einer Haubarg-Ruine im Kornkoog in Eiderstedt. Dort kam es zu einem künstlerischen Austausch mit dem Maler Bruno Kirstein, bevor er nach Berlin zurückkehrte.
1995 war er Artist in Residence im Centro Cultural São Lourenço. Während einer Reise über Bergen auf die Färöer und nach Island aquarellierte er Landschaften. Er ging eine Lebensgemeinschaft mit der Kunstpädagogin Annette Huber ein, die er 2001 heiratete.
1999 reiste er ins Baltikum und nach Skandinavien und malte in Reine in einem Rorbu eine Serie von Lofotenbildern. Es folgte im Jahr 2000 eine Reise um die Welt. Im November desselben Jahres richtete er sich ein Atelier in einem ehemaligen Bauernhof auf Nordstrand ein und malte dort bis Oktober 2001 eine Serie von Meeresbildern.
2001/2002 verbrachte er mit seiner Frau ein Jahr in der Südsee auf den Cook-Inseln, in Französisch-Polynesien, in Fidschi und Vanuatu. Nach der Teilnahme an einer Expedition des Vanuatu Kaljoral Senta zu Zeremonien der Indigenen auf Malakula wurden die dort entstandenen Arbeiten im Nationalmuseum von Vanuatu in einer Ausstellung gezeigt. Insgesamt sind in der Südsee 69 Ölbilder, 154 Arbeiten auf Papier und 280 Blätter in Skizzenbüchern entstanden.
Seit 2002 hat Ingo Kühl ein Atelier in Keitum auf Sylt. Von hier aus unternahm er Reisen nach Chile, wo er auf Feuerland und in Punta Arenas 2005 den Bilderzyklus „Landschaften am Ende der Welt“ malte und das Kap Hoorn an Bord einer Segelyacht umrundete (2009 und 2015).
Im Rahmen eines internationalen Künstleraustausch-Projekts des Nordelbischen Missionszentrums in Hamburg malte er 2010 in Papua-Neuguinea gemeinsam mit dem einheimischen Bildhauer und Maler Tomulopa Deko das Gemälde The Creation. Bei einem weiteren Aufenthalt in Vanuatu 2012 malte er in Port Vila vier großformatige Seebilder und reiste anschließend nach Papua-Neuguinea ins Sepik-Gebiet und auf die Trobriand-Inseln.
Von 2014 bis 2020 unterhielt Ingo Kühl ein Atelier in Berlin-Friedenau in den Goerz-Höfen. Er lebt aktuell in Berlin-Schöneberg und Keitum auf Sylt.

## Werk

### Malerei
In seinem Frühwerk sind Anklänge an den Surrealismus, den Abstrakten Expressionismus, des Actionpaintings und Tachismus erkennbar. Ab 1983 setzte er sich mit der Landschaftsmalerei auseinander und nach einer Phase nahezu monochromer ungegenständlicher Bilder, die an die Arbeiten von Gotthard Graubner erinnern, wandte er sich wieder der gegenständlichen Malerei zu. Es entstanden die Bilderzyklen Färöer (1995), und Winterreise (nach Franz Schubert) (1995/96). 1998 malte er vier großformatige Ölbilder zum Thema Vier Jahreszeiten für das Johanniter-Krankenhaus im Fläming in Treuenbrietzen. Es folgten Bilderzyklen wie Landschaften am Ende der Welt (2005) und Das Haus am Watt (2015).

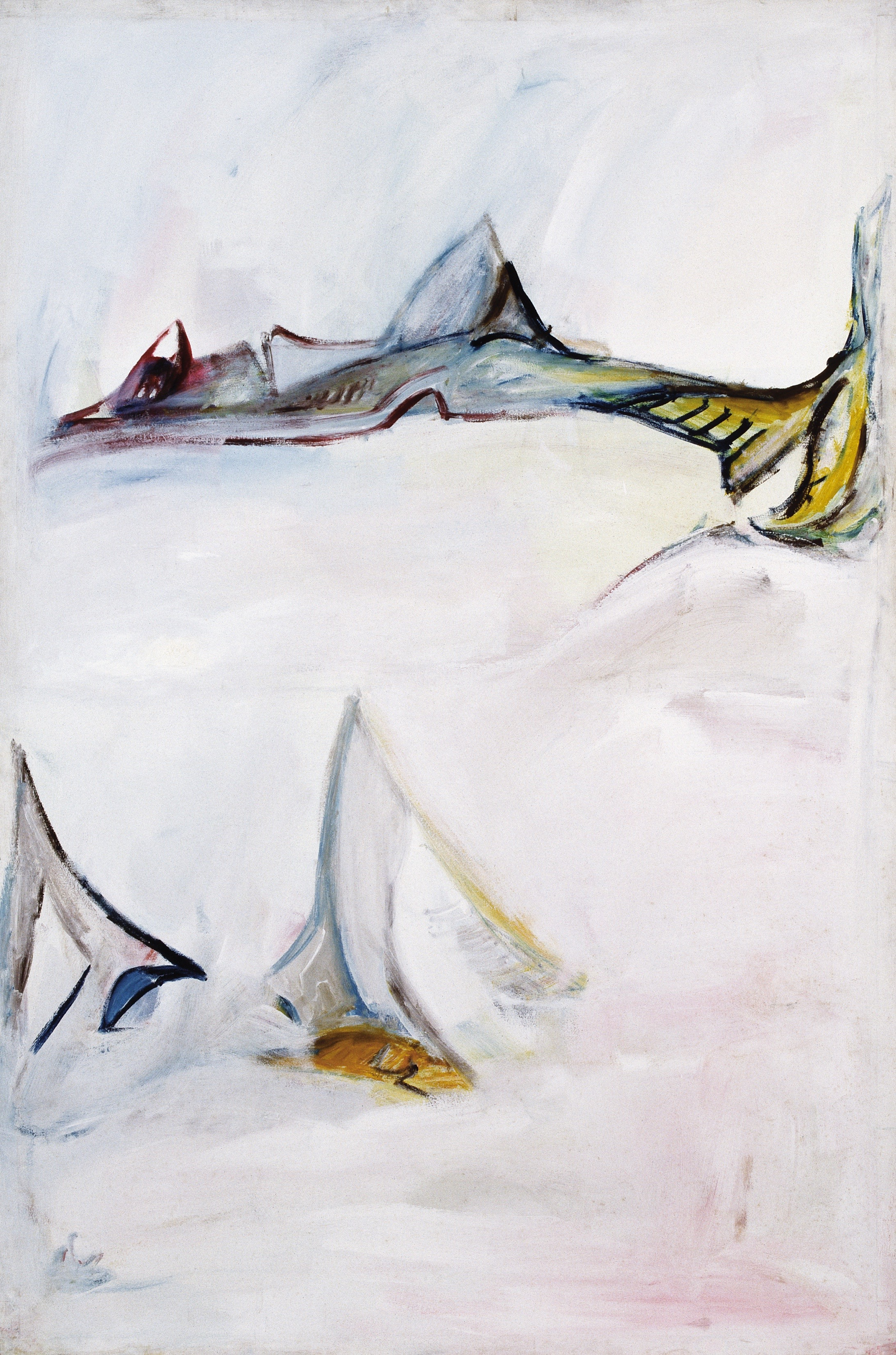
"Architektur (Brücke) in Schneelandschaft" 1980 Öl auf Nessel 200 × 130 cm
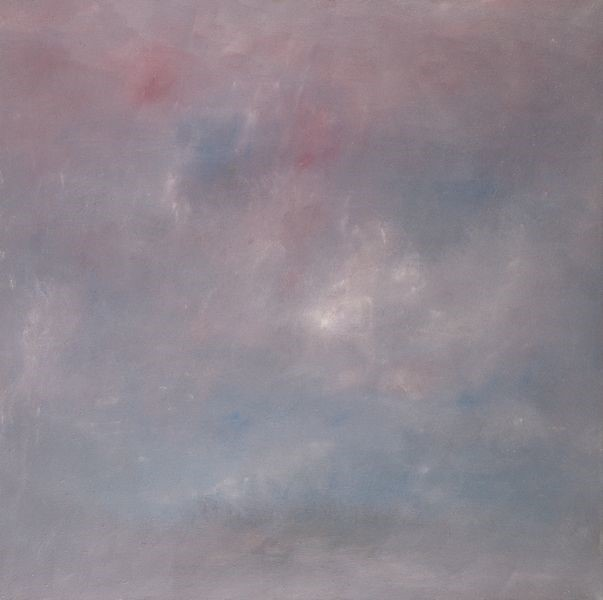
"Farbraum" 1986 Öl auf Leinwand 100 × 100 cm Schleswig-Holsteinische Landesmuseen
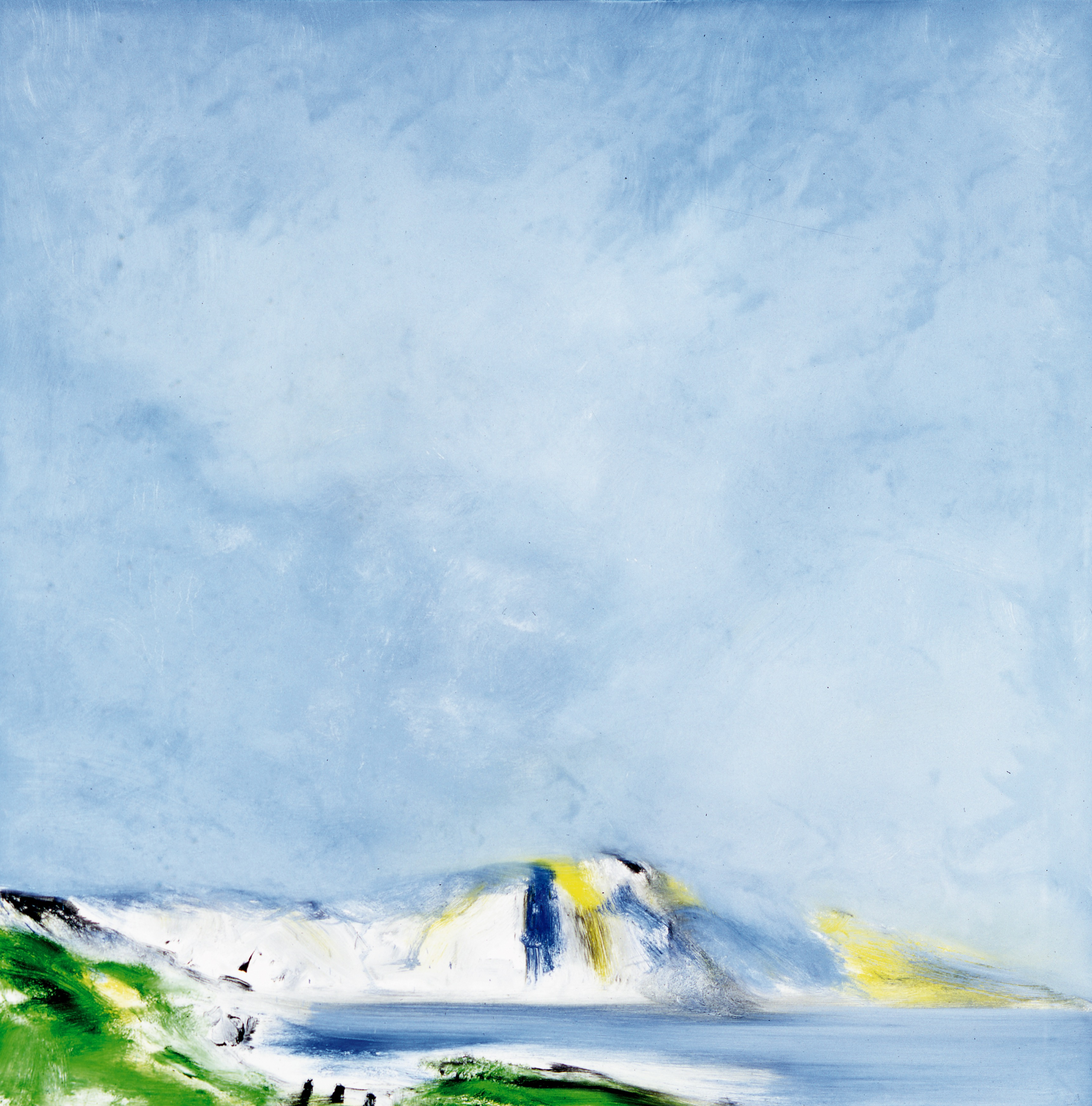
"Färöer II" 1995 aus dem Bilderzyklus Färöer Öl auf Nessel 120 × 120 cm
"Die Nebensonnen" aus dem Bilderzyklus Winterreise nach Franz Schubert 1996 Öl auf Leinwand 160 × 160 cm
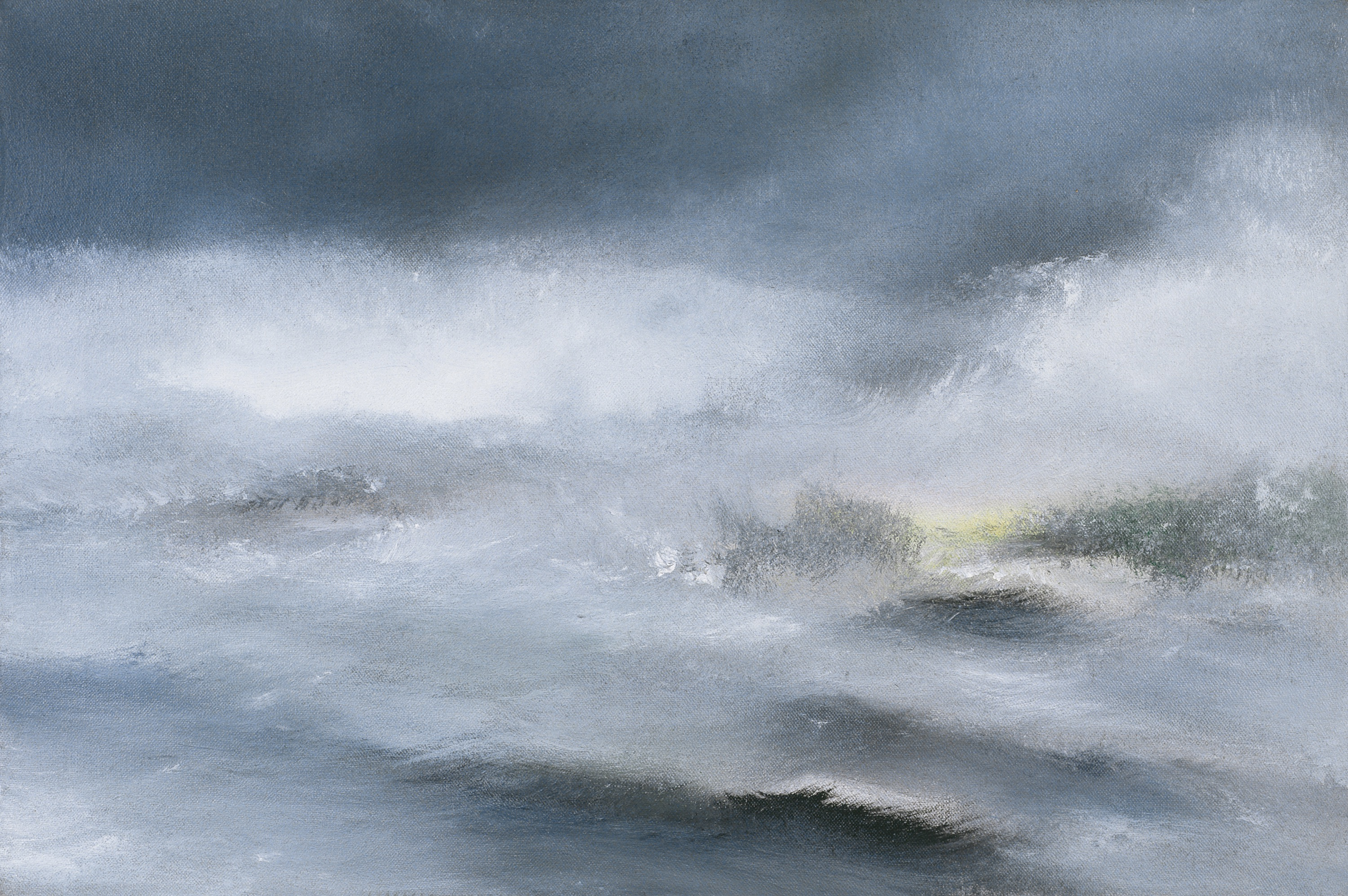
"Gletscher (Beagle-Kanal)" 2005 aus dem Bilderzyklus Landschaften am Ende der Welt Öl auf Nessel 40 × 60 cm
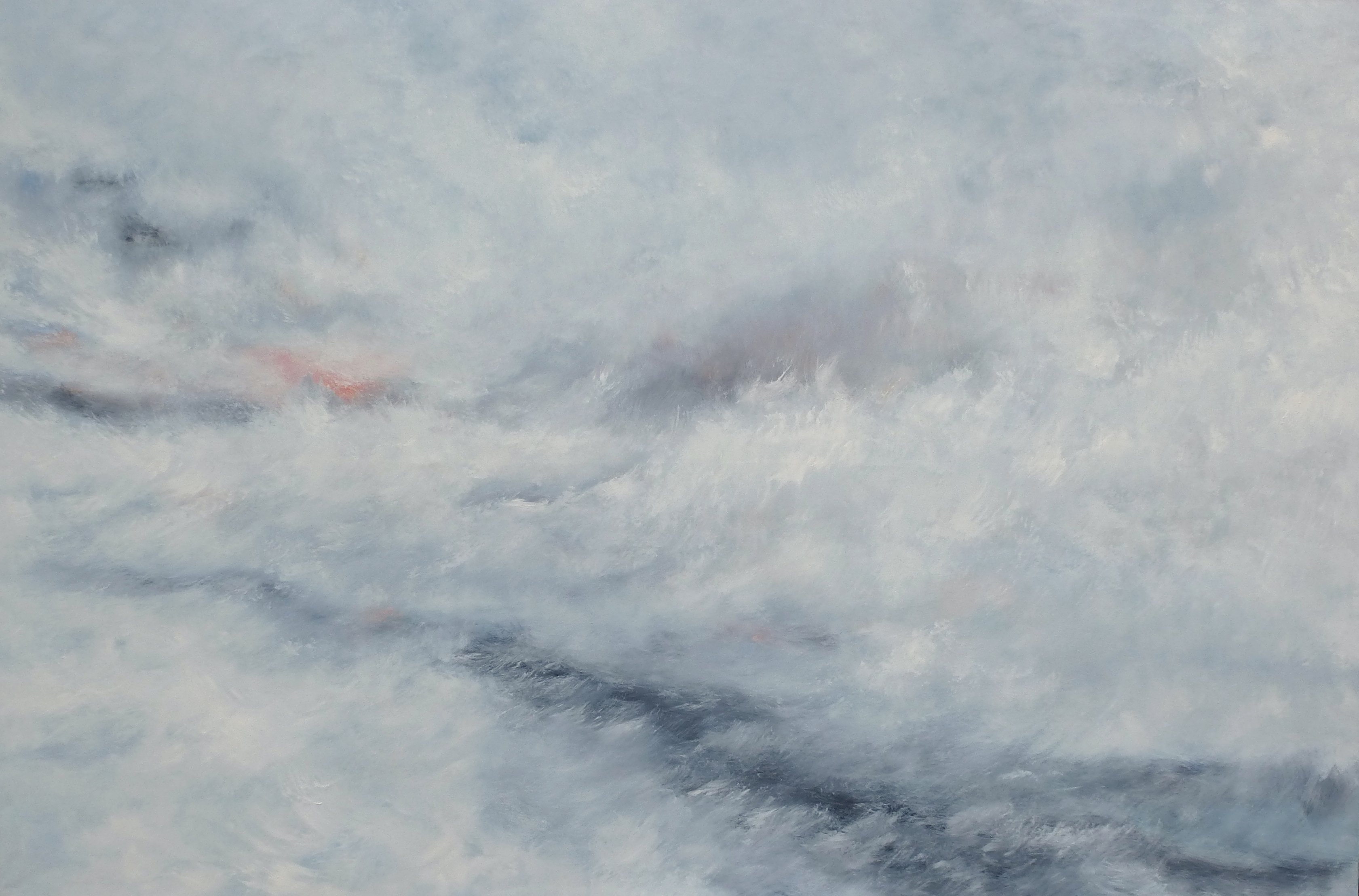
"Zwischen Himmel und Erde" 2008 Öl auf Nessel 200 × 300 cm Schleswig-Holsteinische Landesmuseen
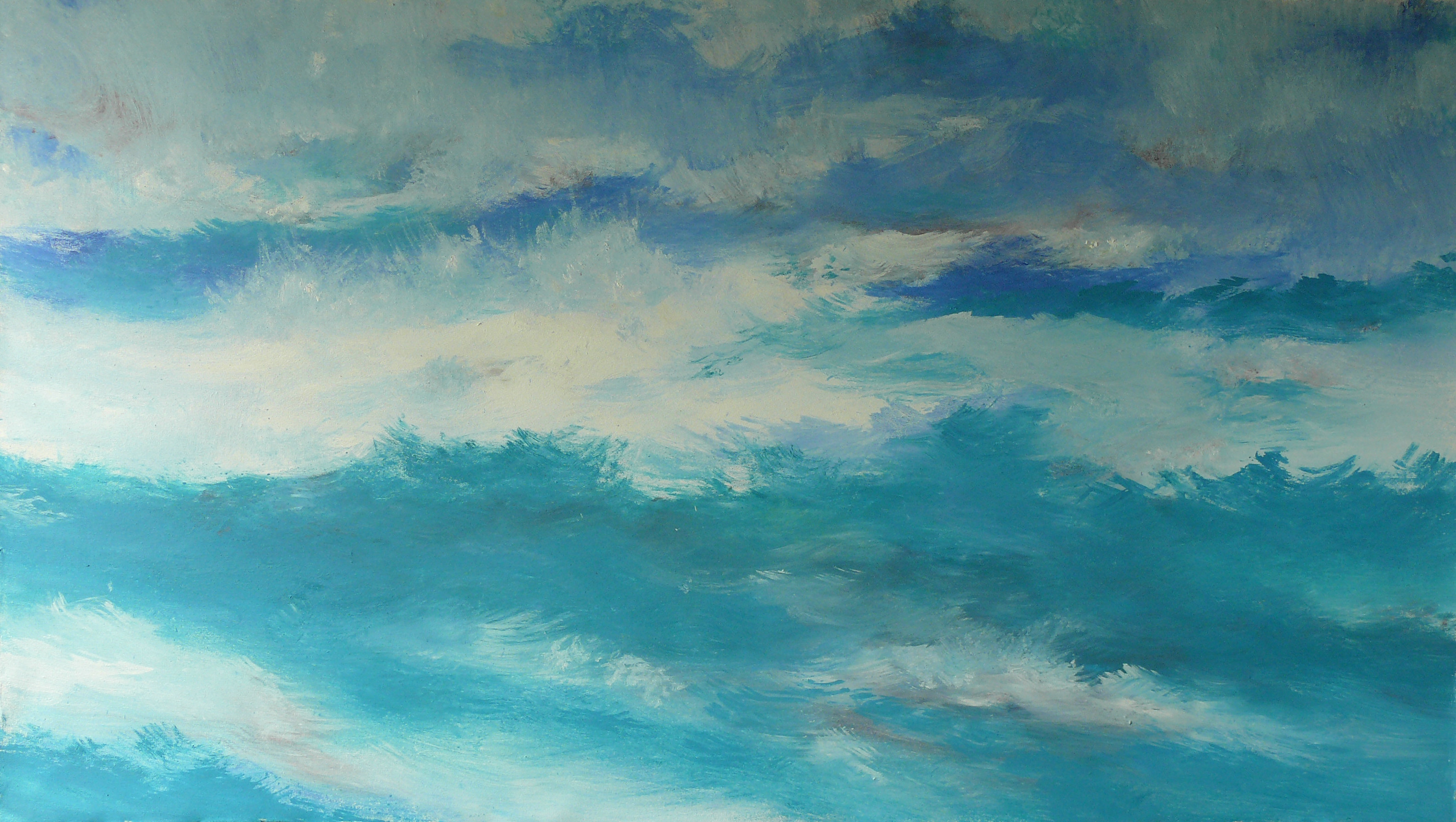
"The Sea IV" 2012 Öl auf Leinwand 101 × 182 cm gemalt in Vanuatu
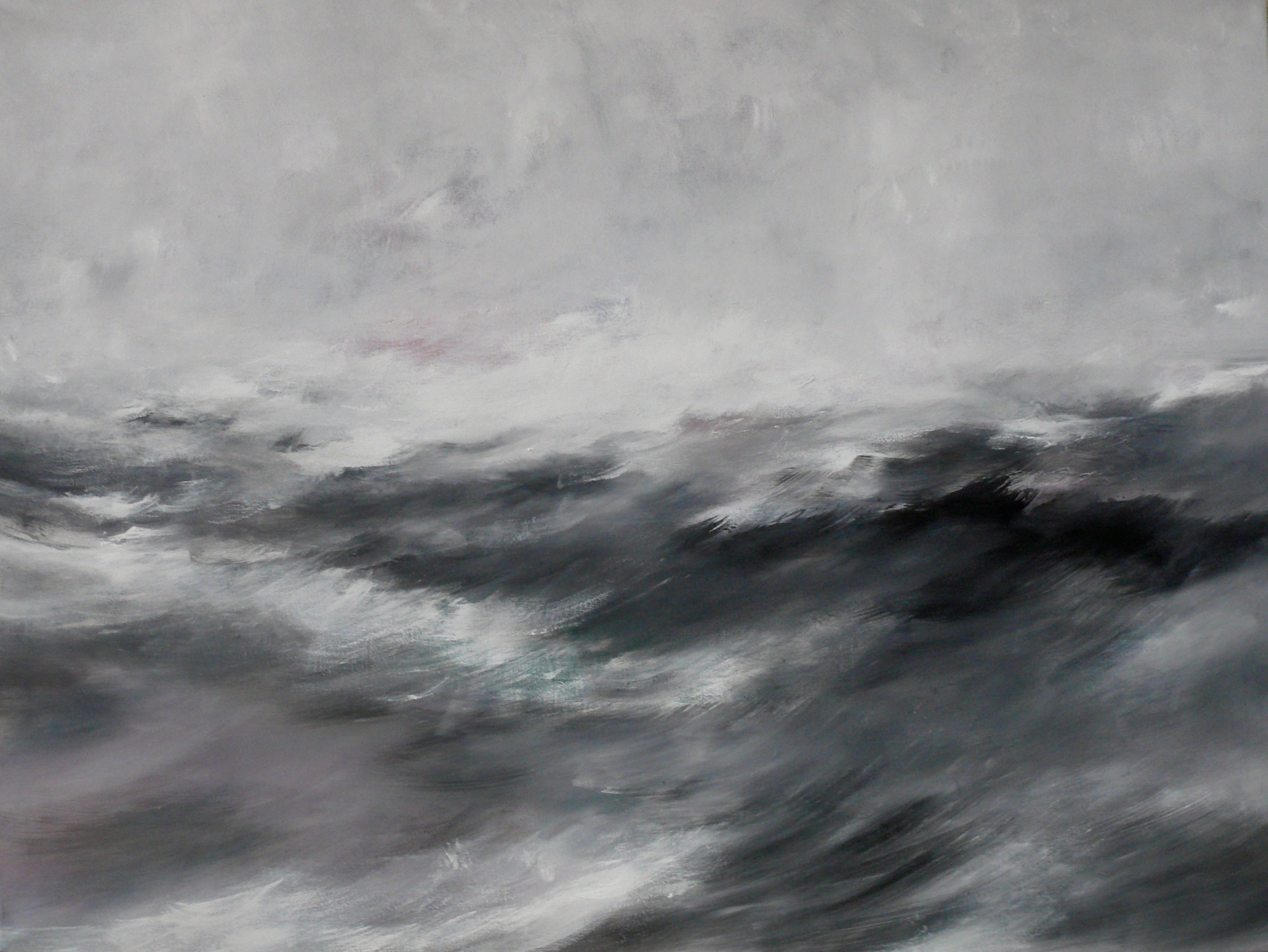
"Seebild" 2014 Öl auf Leinwand 150 × 200 cm
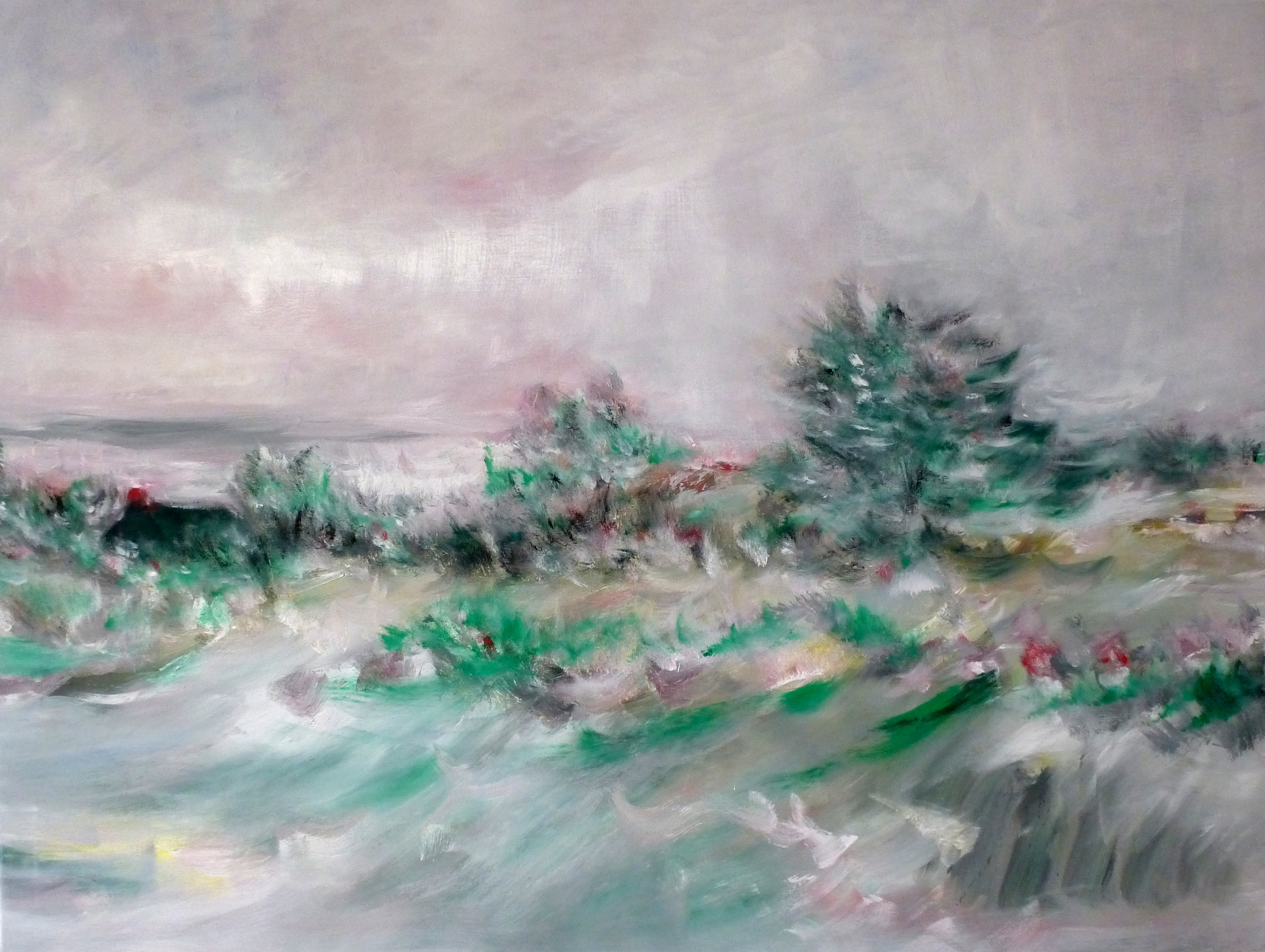
"Haus am Watt VIII" 2015 Öl auf Leinwand 150 × 200 cm
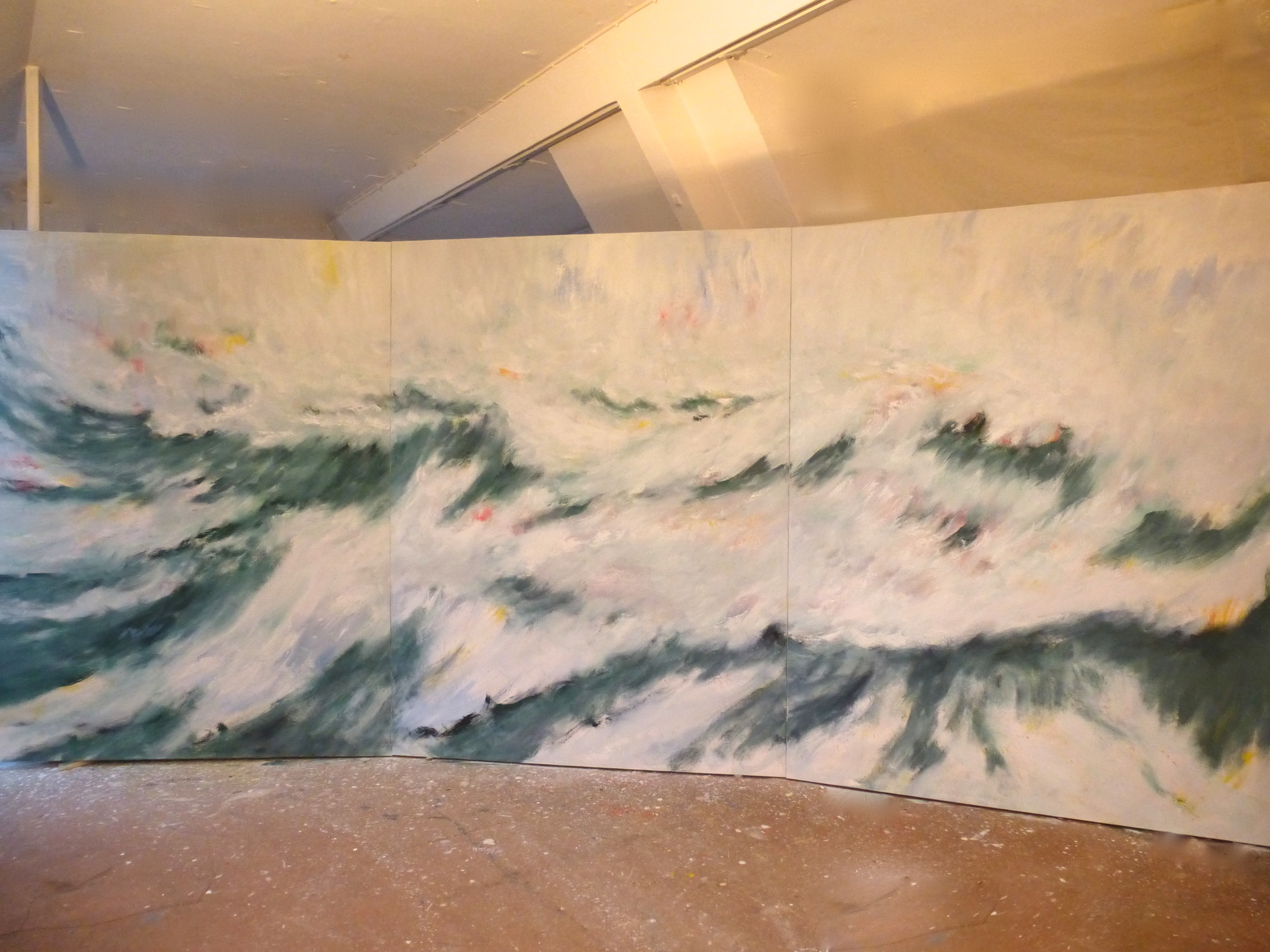
"Bewegtes Meer III" 2020 Öl auf Leinwand 250 × 570 cm (dreiteilig), im Atelier Berlin

### Plastische Arbeiten
Seit 1986 formt er nach seinen Zeichnungen zum Thema Architektur-Phantasien Skulpturen in Ton und Gips, wovon 1988 eine in der Bildgießerei Hermann Noack in Bronze gegossen wurde. Sie diente als Modell für eine begehbare, unvollendete und temporäre Architektur-Skulptur Der achte Tag auf dem Obermarkt in Görlitz (1996) sowie für mehrere Güsse in Gips, Acrystal und Zellan. Des Weiteren schuf er acht farbige Tonreliefs zum Thema Seligpreisungen der Bergpredigt für das Seniorenheim neben der Christuskirche in Görlitz (1997) und die fünfteilige Serie Westküste, angeregt durch die Westküste Neuseelands. 2008 wurden drei Architektur-Skulpturen mit dem Titel Raum (Die ganze Stadt) in Bronze gegossen. Eine vergrößerte Version der Architektur-Skulptur von 1988 wurde 2009 in den Bildhauerwerkstätten Berlin (im Maßstab 5:1) hergestellt und in der Ausstellung Kunst am Strand in Rantum auf Sylt gezeigt. 2010 fertigte er in Keitum auf Sylt mit Tomulopa Deko zwei mit farbigen Schnitzereien versehene Skulpturen Hochzeitsstühle / Wedding Chairs in Form von Kundu-Trommeln. 2019 gestaltete er zwei Bronze-Reliefs für den "Tisch am Kliff" in Keitum / Sylt, den fünf Künstler gemeinsam zum Thema "5000 Jahre Sylter Geschichte" gestalteten. In diesem Zusammenhang entstand auch das Bronze-Relief "Boot in bewegter See" in einer Auflage von 7 Güssen.

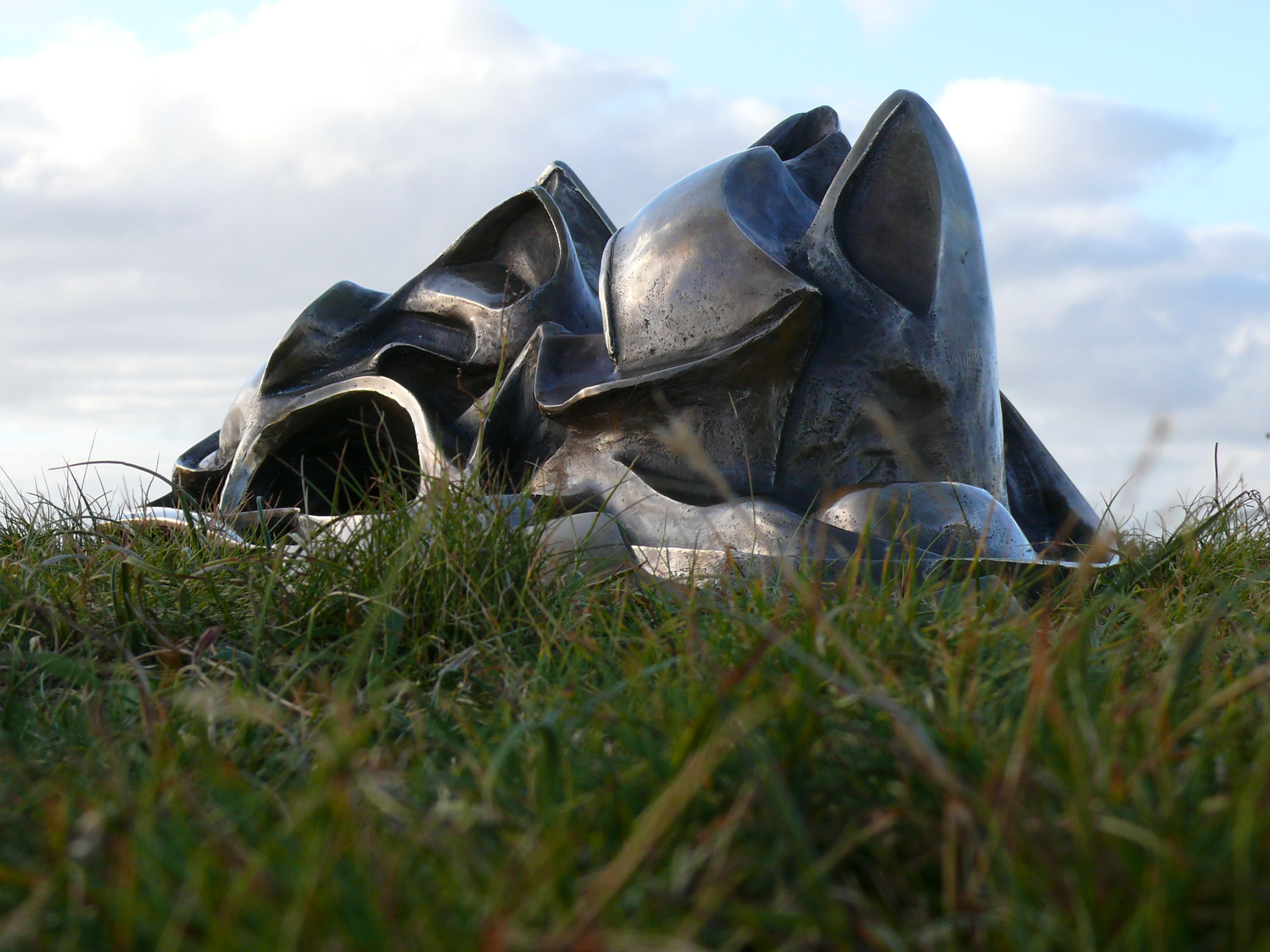
"Architektur-Skulptur" 1988, Bronze 69 × 35 × 20 cm
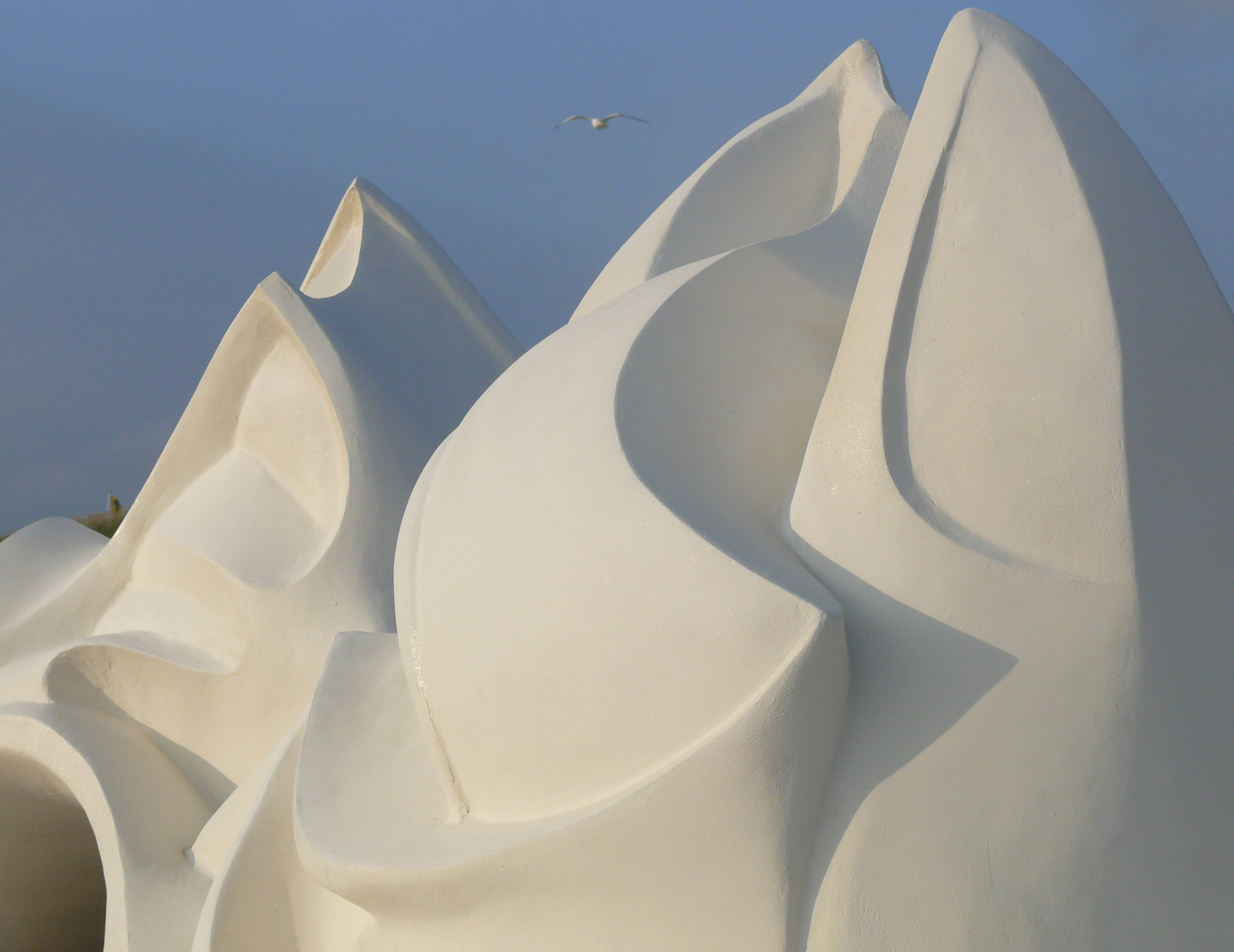
"Architektur-Skulptur" 2009, Epoxidharz 400 × 220 × 110 cm
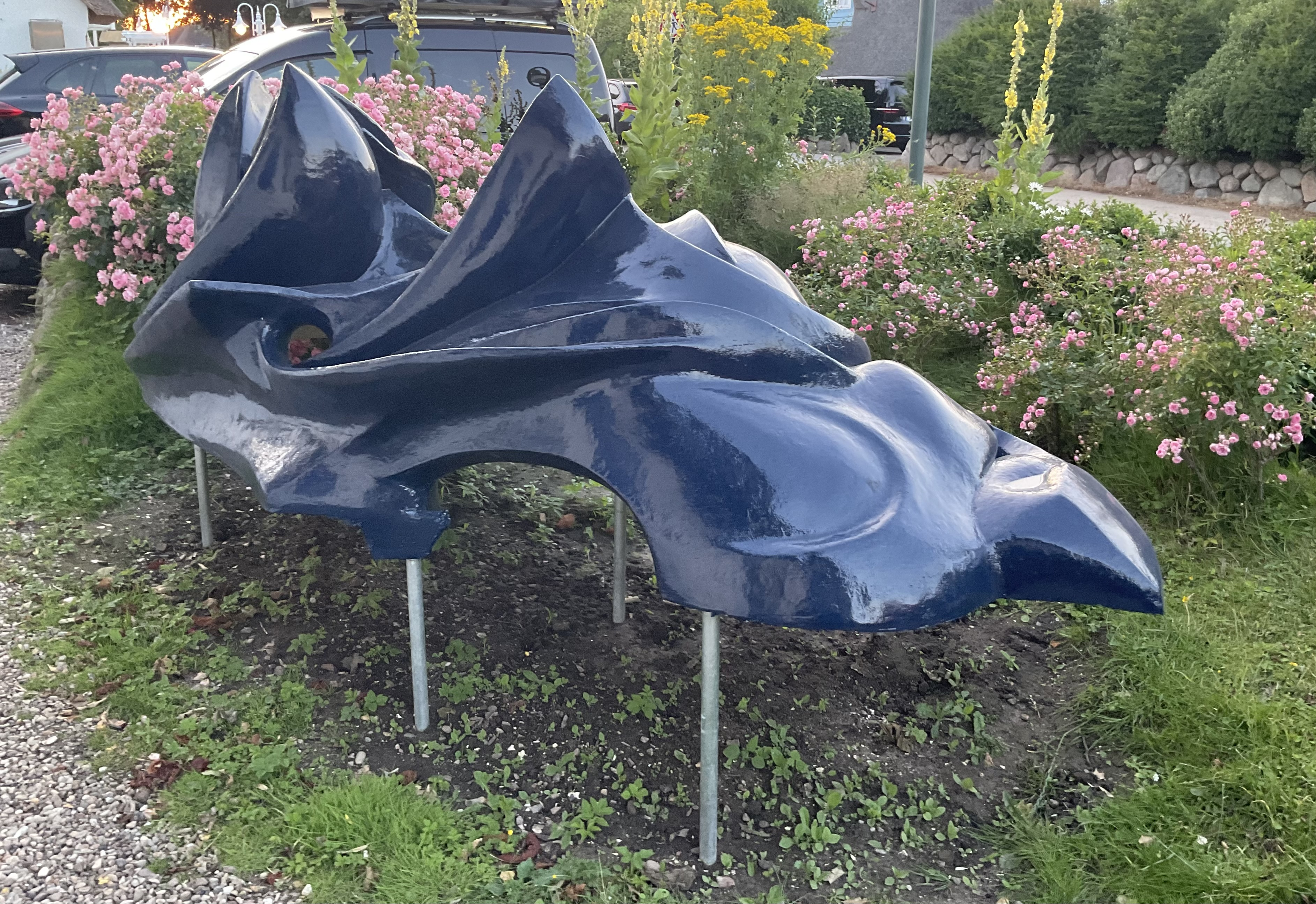
"Architektur-Skulptur" vorm Atelier Ingo Kühl in Keitum auf Sylt 2023
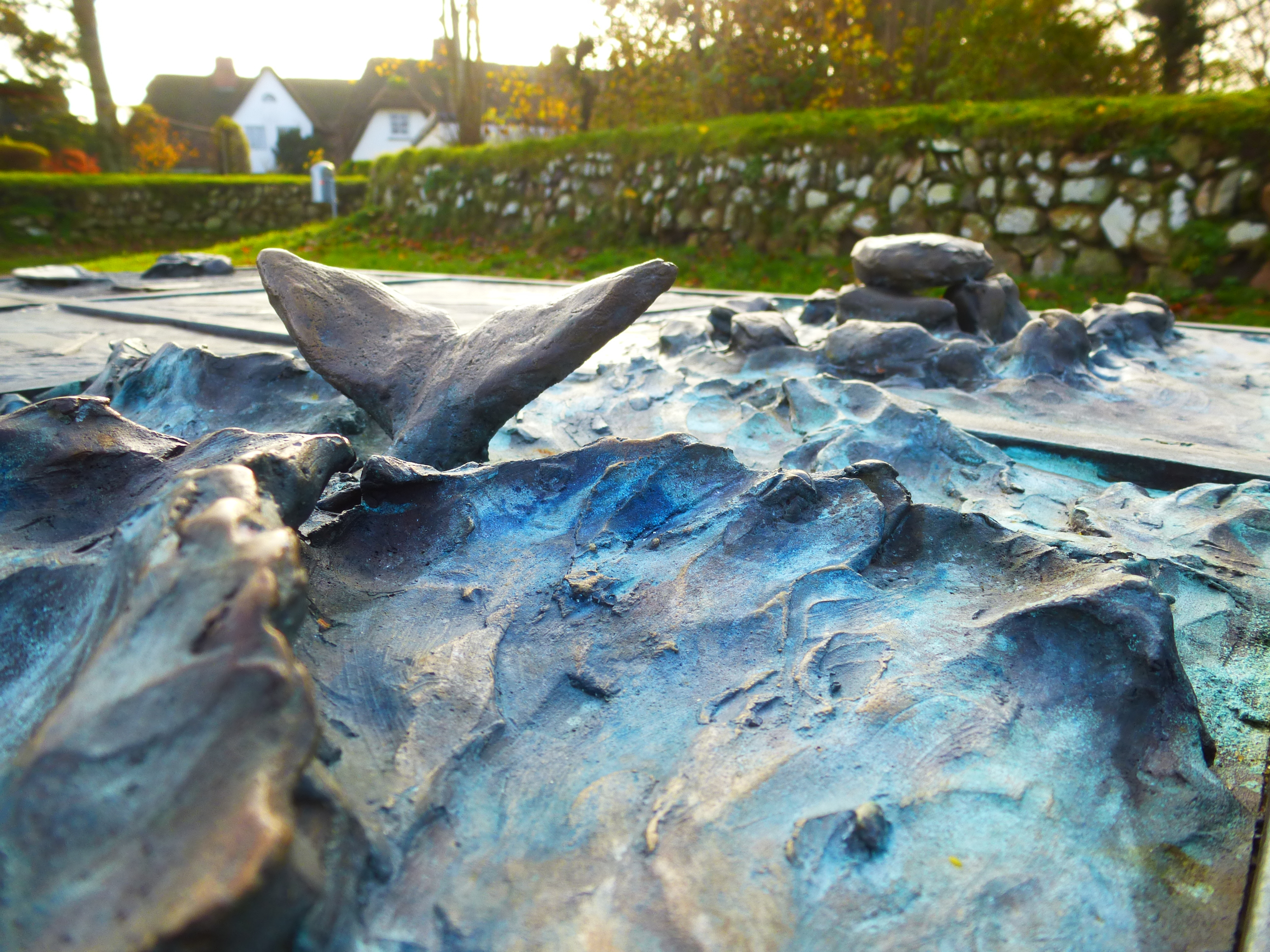
"Tisch am Kliff" in Keitum / Sylt, Bronze-Reliefs Wal in bewegter See und Hügelgrab 2019
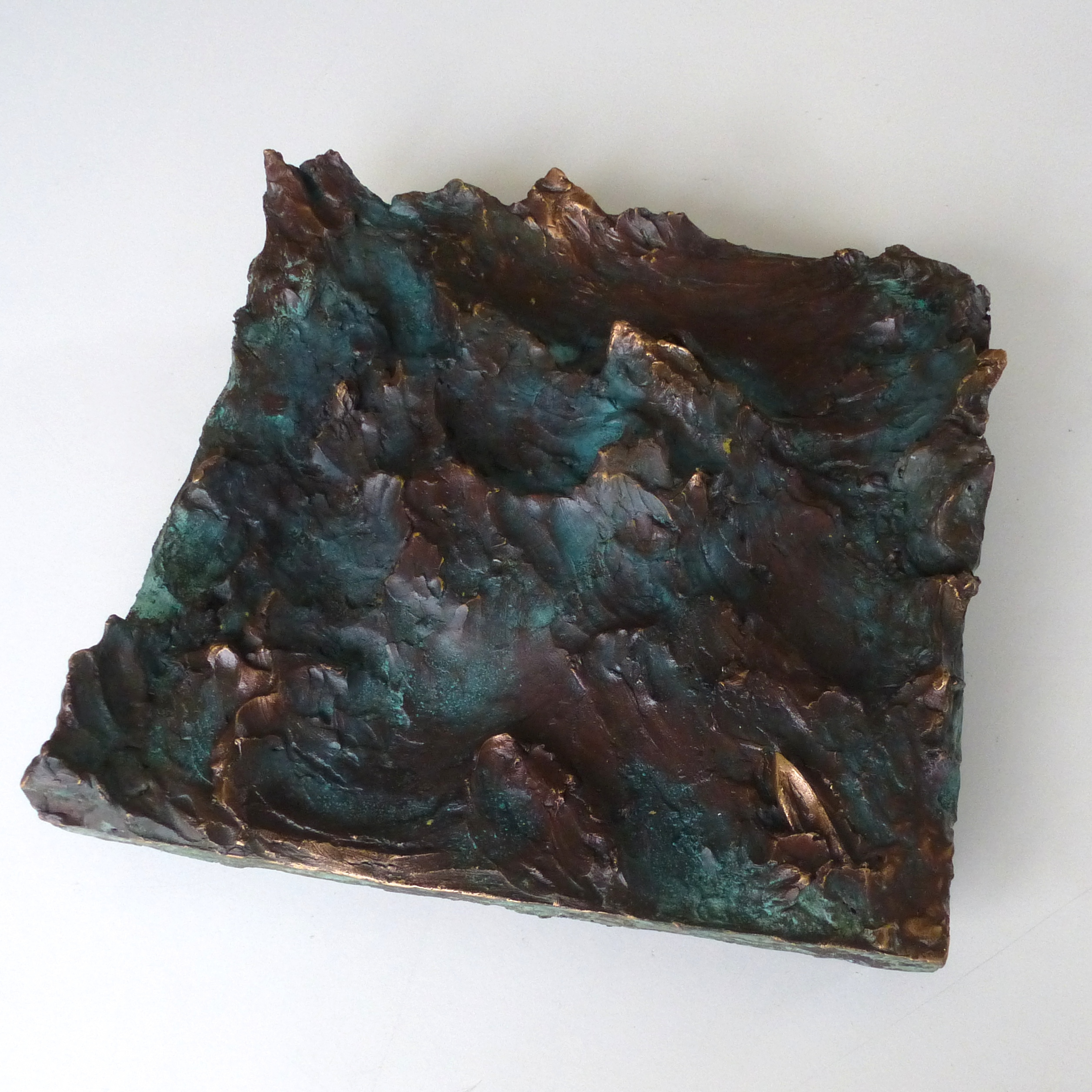
"Boot in bewegter See" 2019, Bronze-Relief 31 × 31 × 8 cm

### Grafik
Auf Architekturzeichnungen, Baupläne und technische Konstruktionen folgten Studien nach „alten und neueren Meistern“ und Dingen aus der sichtbaren Welt.
Das grafische Werk umfasst Zeichnungen, Arbeiten Öl auf Papier, Aquarelle, Lithografien und Radierungen. Er veröffentlichte Grafiken zum Beispiel in der Mappe Vor Island, die er produzierte, bevor er nach Island reiste.

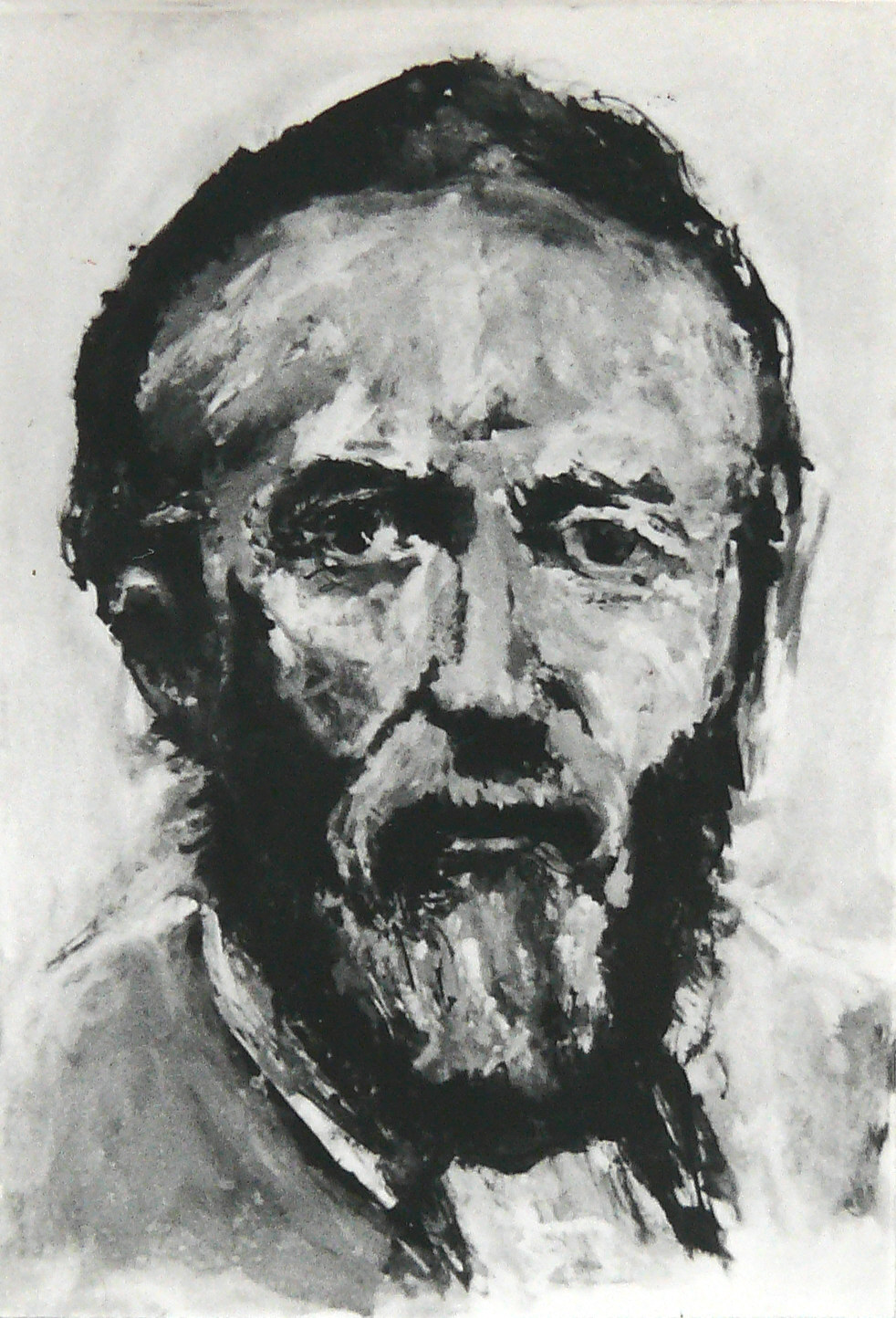
"Theodor Storm" 1980, Pastellzeichnung 30 × 21 cm
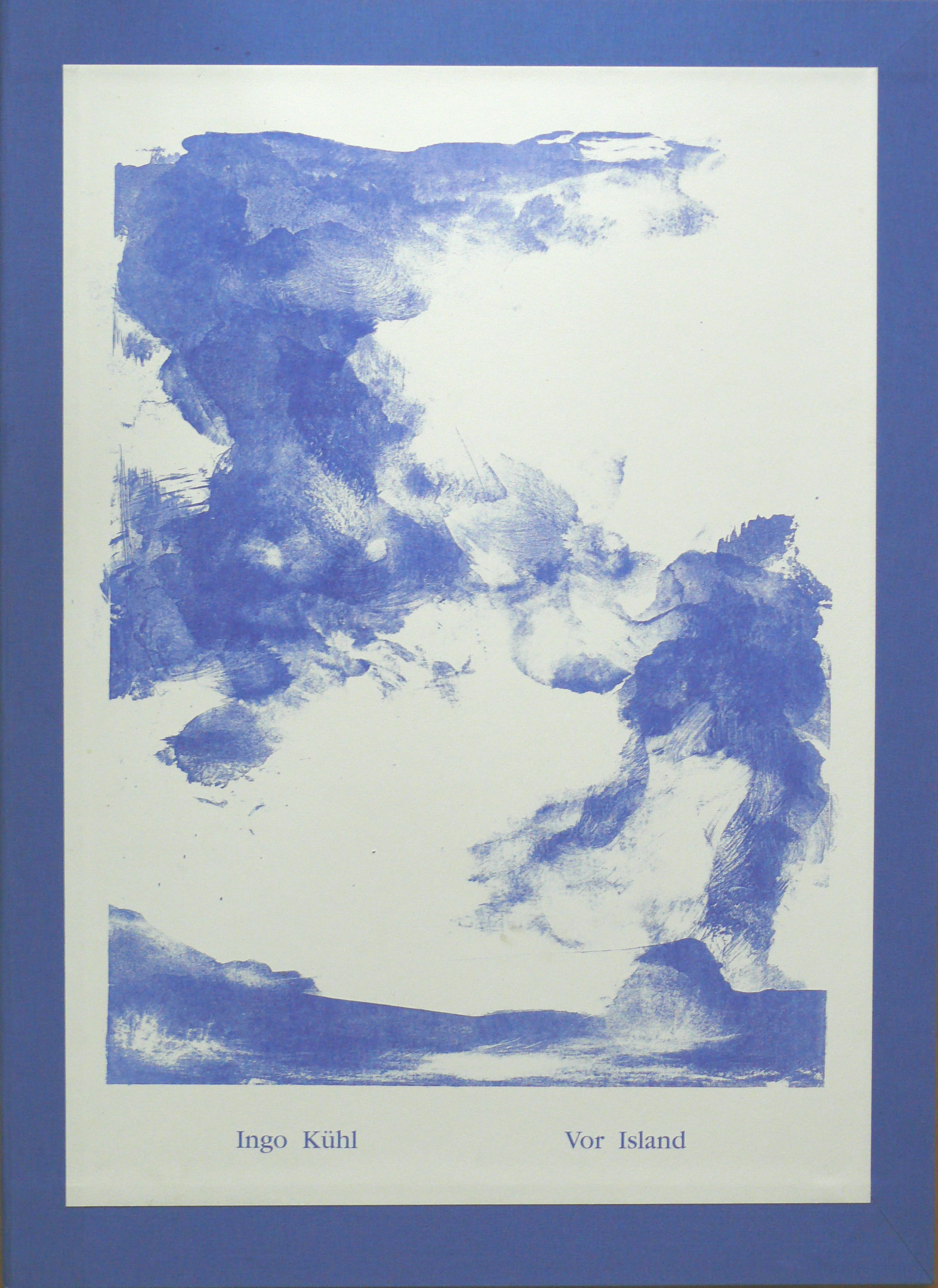
"Vor Island" 1996, Titelblatt der Mappe mit 5 Farblithografien
"Keitum Kirche" 2002, Aquarell 15 × 21 cm, Skizzenbuch "Sylt"
"Morsum-Kliff" 2003, Aquarell 15 × 42 cm, Skizzenbuch "Sylt"

### Signatur

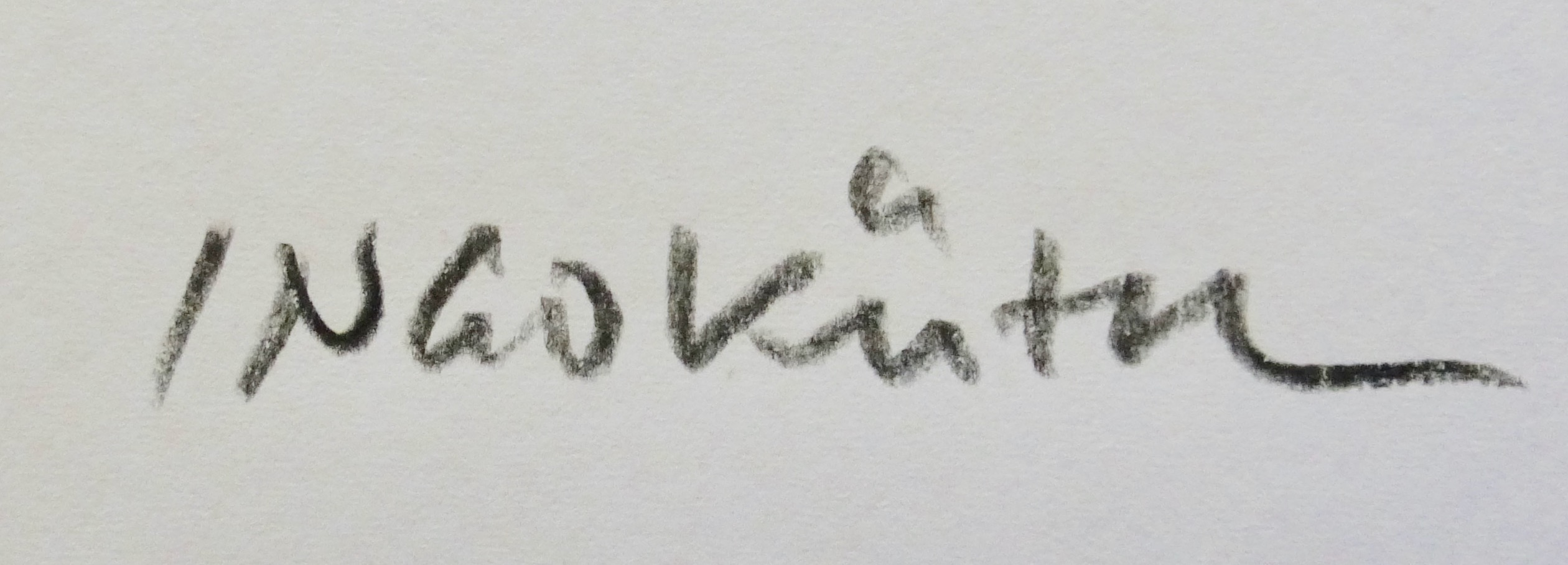

Ölbilder sind meist auf der Rückseite signiert (und mit einer Werkverzeichnis-Nummer versehen), während Arbeiten auf Papier auf der Vorderseite und Druckgrafiken unter dem Motiv signiert, nummeriert und datiert sind. Bei Skulpturen ist die Signatur eingraviert.

## Ausstellungen (Auswahl)

### Einzelausstellungen
- Architektur-Phantasien – Arbeiten im Grenzbereich zwischen Malerei und Architektur, Hochschule der Künste Berlin 1981.[15]
- Figures and form komposits, The Center for Art and Culture of Bedford Stuyvesant Inc., Brooklyn, New York 1982.
- Óleos, Centro Cultural São Lourenço, Almancil, Algarve, Portugal 1986.[16]
- Luft und Wasser, Nordfriesisches Museum, Nissenhaus, heute Nordfriesland Museum, Husum 1988.
- Himmel, Kardinal-von-Galen-Haus, Cloppenburg-Stapelfeld 1995.
- Winterreise nach Franz Schubert, zum Schubert-Almanach, Sender Freies Berlin (SFB), Haus des Rundfunks, Berlin 1996, Philharmonie, Berlin 1997.
- A velha ponte de madeira / Die alte Holzbrücke Quinta do Lago, Centro Cultural São Lourenço, Almancil, Algarve, Portugal 1998.[17]
- Bilder in Portugal gemalt, Deutsch-Ibero-Amerikanische Gesellschaft, Frankfurt am Main 1999.
- Paisagens marinhas, Centro Cultural São Lourenço, Algarve, Portugal 2001.[18]
- La Mer, Espace Culturel Français, Port Vila, Vanuatu, Südpazifik 2002.[19]
- Dance – Masks – Ceremonies, Nationalmuseum der Republik Vanuatu / Nasonal Miusium blong Vanuatu, Port Vila, Südpazifik 2002.[20]
- Landschaften am Ende der Welt, Botschaft der Republik Chile, Berlin 2003.
- Färöer, Königlich Dänische Botschaft, Berlin 2003/2004.
- Auf Besuch bei Kurt Mühlenhaupt, Kurt Mühlenhaupt Museum, Bergsdorf 2004.
- Südsee-Wellen, Ethnologische Museum, Staatliche Museen zu Berlin – Museen Dahlem 2004/2005.[21]
- Paisajes del Fin del Mundo, 1. Cooperativa de Arte, Santiago de Chile 2005.[22]
- Macht der Natur, Museum der Stadt Bad Hersfeld 2005.[23]
- Landschaften am Ende der Welt II, Botschaft der Republik Chile, Berlin 2006.[24]
- Himmel und Erde, Kunstkreis und Stadt Cloppenburg – Katholische Akademie, Stapelfeld 2008.
- Ars Borealis, Sparkassenstiftung Schleswig-Holstein, Kiel 2009.[25]
- The Creation / Die Schöpfung, mit Tomulopa Deko, University of Goroka, Papua-Neuguinea 2010.
- The Sea I-IV, Tree Top Lodge, Port Vila, Vanuatu, Südpazifik 2012.
- Winterreise, Kammermusiksaal der Philharmonie, Berlin 2013.
- Rund um Kap Hoorn, Botschaft der Republik Chile, Berlin 2013/2014.[26]
- Retrospektive – 35 Jahre Malerei – zum 60. Geburtstag von Ingo Kühl,[27] mit einer szenischen Lesung Meereslust im Werk von Ingo Kühl von und mit Ingrid Lucia Ernst am 22. Februar 2014, Stadtgalerie Alte Post, Westerland / Sylt 2014.
- In der Nähe des Meeres, Galerie Hovestadt, Nottuln 2014/2015.[28]
- Auf dem Weg ins Unbekannte – Malerei und Skulptur, Kunsthaus Hänisch, Kappeln 2015.[29]
- Farbig – nicht bunt, mit Frauke Bohge, Haus des Rundfunks Berlin-Brandenburg (rbb), Berlin 2015/2016.
- In der Nähe des Meeres – Bilder und Plastiken, Nordfriesland Museum. Nissenhaus, Husum 2018.[30]
- Meeresnah – Werke von Ingo Kühl, Sparkassenstiftung Schleswig-Holstein, Kiel 2018/2019.[31]
- Weltrand – Aquarelle, Ölbilder und Skulpturen von Ingo Kühl, Stadtgalerie Alte Post, Westerland / Sylt 2019.[32]
- Kraft der Elemente auf Sylt, Sylt Museum, Keitum 2022.[33]
- Ode an das Meer, Stadtgalerie Alte Post, Westerland / Sylt 2023.[34]
- Winterreise, Kestner Gesellschaft, Hannover 2024.[35]
- Vom Widerhall ferner Ebenen, Haus Martfeld, Schwelm 2024.[36]

### Beteiligungen
- Hommage (à Hermann Finsterlin), Obere Galerie – Haus am Lützowplatz, Kunstamt Tiergarten, Berlin, mit Herbert Falken, Richard Hamilton, Pablo Picasso, Niki de Saint Phalle, Wolf Vostell, Paul Wunderlich und anderen, 1984.[37]
- Tod und Leben, Obere Galerie – Haus am Lützowplatz, Kunstamt Tiergarten, Berlin, mit Waldemar Grzimek, Carl Hofer, Käthe Kollwitz, Alfred Kubin, Heinrich Richter-Berlin, Georges Rouault – Galli, Manfred Henkel, Lizzie Hosaeus, Volker März, Sigrun Paulsen, Günter Scharein, Ludmila Seefried-Matějková und anderen, 1986.[38]
- Villa Massimo Auswahl, Bewerbungen um das Rom-Stipendium – nominiert von Berlin für die Sektion Architektur, Schleswig-Holsteinisches Landesmuseum, Schloss Gottorf, Schleswig, 1988.[39]
- Berliner Künstler, mit Harald Gnade, Ilja Heinig, Wolf Vostell, Hanaro Art Center, Seoul, Südkorea, 1988.
- Arte Contemporânea - Colecção Marie e Volker Huber, mit João Cutileiro, José de Guimarães, Antoni Tàpies, Günter Grass, Wolf Vostell, Rainer Wölzl, Corneille und anderen, Convento Espírito Santo, Loulé, Portugal, 1989.
- Internationale Moderne Kunstausstellung. Koreanische und internationale Künstler, Galerie Roho / Kunstamt Reinickendorf, Berlin, mit Harald Gnade, Ilja Heinig, Martin Heinig und anderen, 1989.
- Villa Massimo Auswahl, Bewerbungen um das Rom-Stipendium – nominiert von Berlin für die Sektion Architektur, Wilhelm-Hack-Museum, Ludwigshafen, 1991.[40]
- Kunstband durch Europa – Künstler gegen den Krieg, Künstlerklub Die Möwe, Berlin (Ost), 1992/1993.
- Arte Europeia Contemporânea – Colecção Marie e Volker Huber, mit João Cutileiro, José de Guimarães, Günter Grass, Heribert Ottersbach, Blek le Rat, Adem Yilmaz und anderen, Antigo mercado municipal de Portimão, Algarve, Portugal, 1993.[41]
- Art scramble, Galerie Michael Schultz, mit Helge Leiberg, Cornelia Schleime und anderen, Berlin, 1998.
- Neuerwerbungen und Bilder aus dem Bestand des Söl'ring Foriining, mit Albert Aereboe, Andreas Dirks, Otto Eglau, C. C. Feddersen, C. P. Hansen, Hugo Köcke, Franz Korwan, Dieter Röttger, Siegward Sprotte, Helene Varges, Magnus Weidemann und anderen, Sylter Heimatmuseum, heute Sylt Museum, Keitum / Sylt, 2003.
- Macht Kunst, KunstHalle der Deutschen Bank in der Alten Münze, Berlin 2013.
- Sommerausstellung – Künstler der Galerie, Kunsthaus Müllers, Rendsburg, 2009, 2012 und 2013.[42]
- … bewegt …, mit Klaus Fußmann, Christopher Lehmpfuhl, Ulrich Lindow, Ulrich Mack, Peter Nagel, Walter Stöhrer, Inge Wilkens und anderen, Sparkassenstiftung Schleswig-Holstein, Kiel 2013.
- Accrochage, mit Isa Dahl, Hans-Jürgen Diehl, Thomas Duttenhoefer, Jürgen Klück, Hermann-Josef Kuhna, Sala Lieber, Sigrid Nienstedt, Dieter van Offern, Stefan Pietryga, Bernd Pöppelmann, Lars Reiffers, Stefan Rosendahl, Hans Scheib, Arno C. Schmetjen, Gan-Erdene Tsend, Daniel Wagenblast, Erhard Wilde und Wulf Winkelmann, Galerie Hovestadt, Nottuln, 2013.
- Westkunst I - Kunst aus Nordfriesland - heute, Messe Husum & Congress, Husum, 2014.[43]
- Land, Stadt, Land – Blicke auf Berlin und Brandenburg – Bilder aus der Sammlung des Rundfunk Berlin-Brandenburg, Kunstgalerie Altes Rathaus, Fürstenwalde mit Otto Antoine, Manfred Besser, Lutz Brandt, Manfred Butzmann, Christo, Klaus Fußmann, Rolf Händler, Thomas Hartmann, Harald Metzkes, Arno Mohr, Kurt Mühlenhaupt, Karl Oppermann, Barbara Raetsch, Frank Rödel, Karin Sakrowski, Hans-Otto Schmidt, Herbert Tucholski, Ulla Walter und anderen, 2016.[44]
- Rendezvous!, Sylter Heimatmuseum (seit 2019 Sylt Museum), mit Carl Christian Feddersen, Wenzel Hablik, Horst Janssen, Boy Lornsen, Edda Raspé, Dieter Röttger, Siegward Sprotte, Magnus Weidemann, Hans-Jürgen Westphal und anderen, Keitum / Sylt, 2018.[45]
- Felsenküste - Azoren, Museum für Kunst und Kulturgeschichte, Schloss Gottorf, Stiftung Schleswig-Holsteinische Landesmuseen, Norddeutsche Galerie, Schleswig, 2018–2023.[46]
- Fünf im Museum – Die Künstler vom ‚Tisch am Kliff‘, Gestaltung eines Tisches mit je zwei Bronze-Reliefs vor dem Sylt Museum am Grünen Kliff und Ausstellung von Werken im Museum von Walter vom Hove, Ingo Kühl, Hans Joachim Pohl, Edda Raspé und Hans Jürgen-Westphal zum Thema 5000 Jahre Sylter Geschichte, Keitum / Sylt, 2019.[47][48]
- H2O, Galerie Schmalfuß Berlin, mit Annette Besgen, Hans-Hendrik Grimmling, Jan Peter Tripp, Miriam Vlaming und anderen, 2020.[49]
- Kunst Schaffen, Robbe & Berking Yachting Heritage Centre, Flensburg, mit Friedel Anderson, Otto Beckmann, Falko Behrendt, Lucia Figueroa, Klaus Fußmann, Frauke Gloyer, Hans-Ruprecht Leiß, Levke Leiß, Jörg Plickat, Nikolaus Störtenbecker, Wolfgang Werkmeister, Jan de Weryha-Wysoczański und anderen, 2021.[50]
- „Mal doch!“ Andreas Dirks (1865–1922), Andreas Dirks mit Eugen Dücker, Theodor Hagen, Leopold Graf von Kalckreuth, Wilhelm Schneider-Didam, Alexander Essfeld und Ingo Kühl, Sylt Museum, Keitum / Sylt, 2022.[51]
- Glanzstücke. Bilder aus der Sammlung, mit Otto Eglau, Ernst Eitner, C. C. Feddersen, Alexander Flinsch, Martin Frost, Willem Grimm, Johannes Hänsch, Hans Hartig, Hugo Köcke, Ernst Kolbe, Siegward Sprotte, Will Sohl, Helene Varges, Wolfgang Werkmeister und anderen, Sylt Museum, Keitum / Sylt, 2023.[52]
- Winterausstellung – Künstler der Galerie, Kunsthaus Müllers, Rendsburg, 2023.[53]
- Haus am Watt, Sylt Museum, Keitum / Sylt, 2024/2025.[54]

## Werke in öffentlichen Sammlungen
- Akademie der Künste Berlin 1981.[55]
- Kupferstichkabinett, Berlin 1982.
- The Center for Art and Culture of Bedford Stuyvesant Inc., Brooklyn, New York 1982.
- Berlinische Galerie, Berlin 1984.[56]
- Amerika-Gedenkbibliothek, Berlin 1984.
- Schering Kunstverein, Berlin 1986.
- Schleswig-Holsteinisches Landesmuseum – Schloss Gottorf, Schleswig 1988 und 2018.[57]
- Nordfriesland Museum. Nissenhaus Husum, Husum 1988.
- Historische Landeshalle für Schleswig-Holstein, Kiel 1988.[58]
- Kunstverein, Kappeln 1991.
- Herzog August Bibliothek, Wolfenbüttel 1996.
- Stadt Westerland / Sylt (heute Gemeinde Sylt) 1999.[59]
- Nationalmuseum der Republik, Port Vila, Vanuatu, Südpazifik, 2002.
- Söl’ring Foriining, Sylt Museum, Keitum / Sylt 2003 und 2019.
- Ostfriesische Graphothek, Aurich 2004.
- Artoteket på det tyske Bibliotek i Aabenraa, Dänemark 2005.
- Förderverein der Stiftung Kardinal von Galen, Cloppenburg-Stapelfeld 2007.
- Kunsthaus Hänisch, Kappeln 2008.
- Stadt Cloppenburg 2008.
- Sparkassenstiftung Schleswig-Holstein, Kiel 2009[60] und 2019.[61]
- University of Goroka, Papua New Guinea 2010.
- Rundfunk Berlin-Brandenburg, Berlin 2016.

## Publikationen (Auswahl)
- Ingo Kühl Architektur-Phantasien, Siebdruck-Heft mit handkolorierten Zeichnungen, mit einem Vorwort von Curt Grützmacher, Flensburg 1981.
- Ingo Kühl Zeichnungen 1976–81, Katalog zur Ausstellung in der Zentralen Hochschulbibliothek der Hochschule der Künste Berlin, Nr. 1–99 mit Original-Zeichnung, herausgegeben von Andreas Bode, Berlin 1982.
- Ingo Kühl Nordsee-Bilder 1980–1983, Nr. 1–20 mit Original-Bild, Berlin 1983.
- Ingo Kühl Hommage à Hermann Finsterlin. In: Katalog zur Ausstellung Kunstimpulse II – Hommage – Künstler zu Werken von Künstlern, S. 10, Obere Galerie – Haus am Lützowplatz, Kunstamt Tiergarten, herausgegeben von Paul Corazolla, Berlin 1984.
- Paul Scheerbart Ingo Kühl Glasarchitektur, Texte Paul Scheerbart (1914) und Curt Grützmacher (Herausgeber), mit 48 Siebdrucken von Ingo Kühl, Achat Druck der Handpresse Gutsch, Berlin 1988.[62]
- Sarah Kirsch Ingo Kühl Luft und Wasser – Gedichte und Bilder, Edition Lutz Arnold im Steidl Verlag, Göttingen 1988, Inhaltsverzeichnis.[63]
- Ingo Kühl Gezeiten 1989–1990, mit einem Essay von Curt Grützmacher, Berlin 1992.[64]
- Ingo Kühl Winterreise – 24 Bilder zum gleichnamigen Liederzyklus von Franz Schubert – nach Gedichten von Wilhelm Müller – gemalt nach der Interpretation von Barry McDaniel, Gesang – Jonathan Alder, Klavier, mit einem Text von Margret Schütte, Berlin 1996.[65][66]
- Seligpreisungen der Bergpredigt nach Matthäus 5,1-12 – kolorierte Lithografien von Ingo Kühl, Berlin 1997.[67]
- Ingo Kühl Färöer – Bilderzyklus 15 Aquarelle · 9 Ölbilder, Berlin 1998.[68]
- Ingo Kühl Sea and Sky, Katalog zur Ausstellung in der Galeria de Arte Vale do Lobo, Algarve, Portugal, Loulé 2002.[69]
- Ingo Kühl Sieben kleine Bilder – Arbeiten auf Papier 2001–2002, Keitum 2003.[70]
- Ingo Kühl Nordsee – Südsee. Ölbilder · Arbeiten auf Papier · Tonreliefs 2002–2003, mit Texten von Maria-Gesine Thies und Markus Schindlbeck, Katalogbuch zur Ausstellung Südsee-Wellen – Bilder von Ingo Kühl im Ethnologischen Museum, Staatliche Museen zu Berlin – Museen Dahlem 2004/2005, Verlag der Kunst Dresden, Verlagsgruppe Husum, Husum 2004.[71]
- Ingo Kühl Übergang zum Tschatkal. In: Para / for / für Volker - 36 artistas prestam homenagem a / 36 artists pay their Hommage to / 36 Künstler gedenken Volker Huber, Katalog zur Ausstellung im Centro Cultural São Lourenço, Algarve, Portugal, S. 44, 45, 102, Loulé 2005.
- Macht der Natur – Bilder von Ingo Kühl auf Sylt gemalt, Katalog zur gleichnamigen Ausstellung im Museum der Stadt Bad Hersfeld, mit einem Beitrag von Malte Elbrächter und Gedichten von Paul Celan und Theodor Storm. Breklum 2005.[72]
- Landschaften am Ende der Welt – Bilder von Ingo Kühl in Patagonien und Feuerland gemalt / Paisajes del fin del mundo - Cuadros de Ingo Kühl pintados en la Patagonia y Tierra del Fuego, mit Texten von Antonio Skármeta und Ingo Kühl, Berlin 2006.[73]
- Ingo Kühl Auf dem Weg ins Unbekannte – Monografie mit Werkverzeichnis der Ölbilder 1978–2007, mit Beiträgen von Curt Grützmacher, Antonio Skármeta, Heinz Spielmann und anderen, Gedichte von Sarah Kirsch, Kettler Kunst, Bönen 2007.[74]
- Ingo Kühl Skizzenbuch Neuseeland – Südsee – Peru, Verlag Kettler, Bönen 2007.[75]
- Die Önereersken von Sylt – Sagen und Märchen von Nordfriesland und anderswo – neu erzählt von Linde Knoch – Bilder von Ingo Kühl, Wachholtz Verlag, Neumünster 2008, Inhaltsverzeichnis.[76]
- Ars Borealis – Edition zur Zeitgenössischen Kunst im Norden – Ingo Kühl Sylt, mit Texten von Heinz Spielmann, Traugott Giesen und Petra Reiber, Heft 21, herausgegeben von Bernd Brandes-Druba, Sparkassenstiftung Schleswig-Holstein, Kiel 2009.[77]
- Kampen Sylt, Fotos Hartmut Kettler, Aquarelle Ingo Kühl, Bildband, herausgegeben von Gunnar Kettler, Kettler Verlag, Bönen 2011.[78]
- Ingo Kühl Papua New Guinea (Bildband), Text (deutsch / englisch) von Ingo Kühl, Verlag Kettler, Bönen 2011.[79]
- Ingo Kühl Architektur-Phantasien / Architectural Fantasies mit Texten (deutsch / englisch) von Heinz Spielmann, Rainer W. Ernst und Ingo Kühl und Werkverzeichnissen der Zeichnungen, Ölbilder, Skulpturen, Verlag Kettler, Dortmund 2015.[80]
- Ingo Kühl Das Haus am Watt,[81] und als Großformat erschienen in der Edition Schöne Bücher im Verlag Kettler, Dortmund 2015.[82]
- Ingo Kühl In der Nähe des Meeres – Monografie und Werkverzeichnis der Ölbilder 2007–2017. Ergänzungsband zur Monografie "Auf dem Weg ins Unbekannte" (2007), mit Texten von Heinz Spielmann, Bernd Brandes-Druba und Uwe Haupenthal, Verlag Kettler, Dortmund 2018, Inhaltsverzeichnis.[83]
- Der weise Baum, Text Behzad Nashat, Bilder von Ingo Kühl, Edition Hentrich, Berlin 2019.[84] Das Buch ist 2020 auch in englischer (The Wise Tree) und französischer Sprache (La sagesse de l'arbre) erschienen.
- Sylt literarisch „An diesem erschütternden Meere habe ich tief gelebt“, mit Aquarellen von Ingo Kühl, herausgegeben von Werner Irro, Ellert & Richter Verlag, Hamburg 2021, Inhaltsverzeichnis.[85]
- Kraft der Elemente auf Sylt. Bilder von Ingo Kühl und Märchen der Welt, erzählt von Linde Knoch, Ellert & Richter Verlag, Hamburg 2022, Inhaltsverzeichnis.[86]
- Ingo Kühl Tagebuch eines Malers, Kettler Verlag, Dortmund 2023, Inhaltsverzeichnis.[87]

## Schriften über Ingo Kühl (Auswahl)
- Heinz Ohff: "Architektur-Phantasien" von Ingo Kühl. In: Der Tagesspiegel, Berlin, 21. März 1982.
- Curt Grützmacher: Ingo Kühl. Von der Nordseelandschaft zum Farbraum. In: Ursula Diehl und Gisela Weimann (Hrsg.): Werkstattbesuche bei Künstlern in Berlin-Wedding. FAB Verlag, Berlin 1989, ISBN 3-927551-03-1, Inhaltsverzeichnis.
- Heinz Spielmann: Ingo Kühl Farbraum 1986. In: Jahrbuch des Schleswig-Holsteinischen Landesmuseums, Schloss Gottorf, S. 288, Karl Wachholtz Verlag, Neumünster 1990, ISSN 0935-2031.Zeitschriften Datenbank
- Gisela Weimann: Ingo Kühl. In: Ein Paradox zieht Kreise – Das Lebendige Museum wird zur Institution. Galerie Lebendiges Museum, Berlin 1990, OCLC 901126202.
- Karl Waldeback: Visitor Artist exhibits in Port Vila. In: Trading Post, Port Vila, Vanuatu, 9. Juni 2002.
- Marisol Retamal: Artista aleman llego a la zona para captar los paisajes australes. In: La Prensa Austral, Punta Arenas, Chile am 16. November 2005.
- Harry Kunz, Thomas Steensen: Ingo Kühl. In: Das neue Sylt Lexikon, S. 210, Wachholtz Verlag 2007, ISBN 978-3-529-05518-8 und Ingo Kühl. In: Taschenlexikon Sylt, S. 210, Wachholtz Verlag, Neumünster 2014, ISBN 978-3-529-05525-6.
- Ute Jung-Kaiser: "… das Irren in einem Winter". Die endlos Wandernden – Der Leiermann in der Bildenden Kunst. In: Der Sänger Franz Schubert – Seelische Virtuosität in Text, Musik und Bild. LIT Verlag, Berlin 2013, ISBN 978-3-643-11701-4, Inhaltsverzeichnis S. 197, 200f., S. 210–212.
- Pierre Boom: Aus dem Geist der Phantasie. In: Sylter Rundschau, 15. Februar 2015, S. 9.
- Thomas Gädeke: Wolkenbogen ziehen krönend – Sylt in der Malerei der Gegenwart. In: Sylt – entdecken, erleben genießen. Ellert & Richter Verlag, Hamburg 2015, ISBN 978-3-8319-0601-7, S. 91–93.
- Thomas Steensen: Nordfriesland. Menschen von A–Z. Husum Druck- und Verlagsgesellschaft, Husum 2020, ISBN 978-3-96717-027-6, S. 244f.
- Uwe Haupenthal: In der Nähe des Meeres. Bilder und Plastiken von Ingo Kühl (2018). In Ingo Kühl. Tagebuch eines Malers, Verlag  Kettler, Dortmund 2023, ISBN 978-3-98741-065-9, S. 193–196.